# Star Wars, épisode IX : L'Ascension de Skywalker (roman)
Pour les articles homonymes, voir Star Wars, épisode IX : L'Ascension de Skywalker (homonymie).
Star Wars, épisode IX : L'Ascension de Skywalker (titre original : Star Wars Episode IX: The Rise of Skywalker) est une novélisation du film du même nom écrite par Rae Carson (sur un scénario de J. J. Abrams et Chris Terrio) et publiée aux États-Unis par Del Rey Books le 17 mars 2020 puis traduite en français et publiée par les éditions Fleuve le 4 juin 2020.
Ce livre relate les événements se déroulant dans le film. L'action se situe trente-cinq ans après la bataille de Yavin.